# Зубарева, Зинаида Фёдоровна
Зинаида Фёдоровна Зубарева (3 октября 1919, Стойлово, Тульская область — 18 ноября 2003, Москва) — советская волейболистка и архитектор. Двукратная чемпионка СССР по волейболу (1938, 1940). Мастер спорта СССР. Заслуженный архитектор Российской Федерации (1995). Кандидат архитектуры (1950). Преподаватель Московского архитектурного института (1950—2000). Жена архитектора И. С. Телятникова.

## Биография
Зинаида Зубарева родилась 3 октября 1919 года в деревне Стойлово Тульской области, в том же году вместе с семьёй переехала в Москву. Выступала за женский волейбольный клуб «Спартак». В его составе завоёвывала золотые медали на чемпионатах СССР в 1938 и 1940 годах, а также серебряную медаль на чемпионате 1939 года.
Окончив с отличием школу, в 1937 году поступила в Московский архитектурный институт (МАРХИ). Из вступительных экзаменов сдавала только рисунок, после чего была зачислена студенткой 1-го курса, в группу № 2. На первом курсе руководителем группы был М. А. Туркус, основы проектирования вели В. Ф. Кринский и И. В. Ламцов. Позднее З. Ф. Зубарева училась у Ю. Н. Емельянова.
На обмерочную практику студенты ездили в Ленинград, обмеряли корпус под Гербом в Петергофе. Зинаида Зубарева также выезжала в Армению, где вместе с В. С. Атановым и З. В. Петуниной занималась обмерами монастырей Ахпат, Санаин и Одзун.
После занятий в институте Зинаида Зубарева обычно ходила в спортзал или ехала на стадион в Сокольники. Выступала за 1-ю женскую баскетбольную команду МАРХИ под руководством тренеров В. В. Горохова и Г. К. Румянцева. Вместе с Зинаидой Зубаревой в баскетбольной команде играли Анна Фокина, Калерия Кислова, Вевея Бруханская, Галина Сергеева. Поболеть за команду неоднократно приходил академик И. В. Жолтовский.
После начала Великой Отечественной войны Зинаида Зубарева вместе с другими студентами занималась работами по маскировке Москвы. Была в эвакуации. Вернувшись в Москву, возобновила обучение. В 1944 году после 5-го курса вместе с группой студентов отправилась на практику в Ялту по договору с Центрморпроектом для определения степени разрушенности морского вокзала. Там студенты-старшекурсники стали помощниками А. К. Бурова. Под его руководством Зинаида Зубарева участвовала разработке проекта восстановления и реконструкции центра Ялты. В 1945 году она окончила МАРХИ, защитив диплом на тему «Центр города Ялты».
Продолжила обучение в аспирантуре МАРХИ у А. К. Бурова. В 1950 году окончила аспирантуру, защитив кандидатскую диссертацию по теме «Архитектурно-планировочные элементы парков домов отдыха Подмосковья» (руководители Н. Х. Поляков и Л. С. Залесская).
В 1954 году спроектировала систему цветочных партеров ВДНХ (совместно с Л. С. Залесской и А. С. Коробовым). Занималась озеленением и планировкой жилых кварталов, участвовала в проектировании центров ряда городов, проектировала кинотеатры.
Принимала участие в архитектурных конкурсах. Соавтор проекта Всемирной выставки 1967 года в Москве на территории ВДНХ (1961, совместно с Н. Т. Кабатовой под руководством Ю. Н. Емельянова). Совтор конкурсного проекта планировки и застройки центра Новороссийска (1975; совместно с Т. В. Поляковой и В. И. Ульяновым под руководством И. Е. Рожина). Выполнила конкурсные проекты планировки и застройки центра Керчи и Симферополя (совместно с В. В. Ауровым, Т. В. Поляковой, С. Я. Кузнецовым и А. И. Матвеенко).
С 1950 года преподавала в МАРХИ. Начинала работу на кафедре рисунка (руководитель А. А. Дейнека). Затем преподавала на кафедре ЖОС (жилых и общественных сооружений), где была ассистенткой Ю. Н. Емельянова. Работала под руководством Г. А. Симонова. Много лет работала в паре с Е. Н. Новиковой. С 1963 года доцент, затем — и. о. профессора, профессор. В 2000 году вышла на пенсию.
Член Союза архитекторов СССР с 1947 года. Член комиссии теории и критики Союза архитекторов СССР. Вместе со своей подругой по волейбольной команде Зоей Козловой активно работала в совете ветеранов общества «Спартак».
Умерла 18 ноября 2003 года. Похоронена на Ваганьковском кладбище рядом с мужем, архитектором Игорем Сергеевичем Телятниковым (1913—1998).